# Анексія Кримського ханства

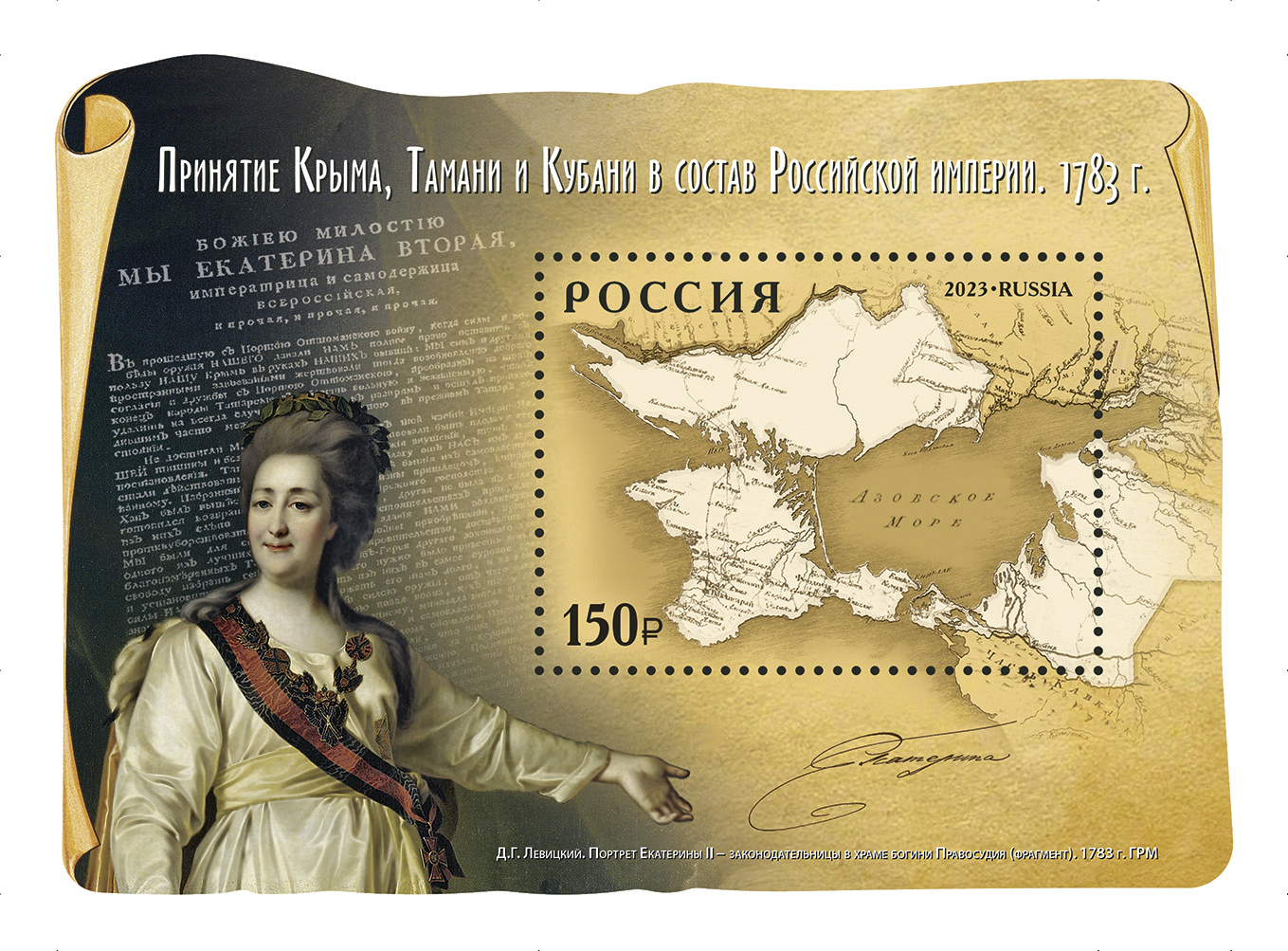
Російська пропагандиська марка 2023 року «Прийняття Криму, Тамані та Кубані до складу Російської імперії. 1783

Анексія Кримського ханства — захоплення Кримського ханства та насильницке включення його теренів до складу Російської імперії в односторонньому порядку в ході військової кампанії Потьомкіна, яке завершилося 19 квітня 1783 року після зречення останнього кримського хана Шагін Ґерая під тиском Російської імперії (документальних свідчень про зречення Шагіна Ґерая немає). Після цього півострів було захоплено російською армією.
На анексованій території в 1784 утворено Таврійську область. Почалося зросійщення Криму та витіснення корінного населення — кримських татар.

## Передісторія
У другій половині XVIII століття Російська імперія, прагнучи убезпечити свої південні терени та домогтися виходу до Чорного моря, почала боротьбу за Крим.
У ході Російсько-турецької війни 1768—1774 російські війська захопили Крим. За договором з ханом Сахібом II Ґераєм (1772) і Кючук-Кайнарджійським мирним договором 1774 року з Османською імперією оголошено незалежність Кримського ханства як від Османської імперії, так і від Росії, а фортеці Єні-Кале, Керч і Кінбурн анексовані Росією.
У той же час, султан був визнаний верховним халіфом, і ця обставина викликала суперечки Російської імперії з Османською імперією, бо у мусульман релігійно-обрядовий та цивільно-юридичний побут пов'язані між собою, через що султанові відкривалося право втручатися у внутрішні справи Криму, наприклад, призначенням каді (суддів). Після виведення російських військ в Криму почалось повсюдне повстання. В Алушті висадився османський десант, російський резидент у Криму Веселицький був узятий в полон ханом Шагіном і переданий османському головнокомандувачу. Сталися напади на російські загони в Алушті, Ялті та інших місцях. Кримські татари обрали ханом Девлета IV.
Шагін Ґерай став останнім ханом Криму. Він намагався провести в державі реформи та реорганізувати управління за європейським зразком, зрівняти в правах мусульманське та немусульманське населення Криму, проте реформи були вкрай непопулярними, і в 1781 в Криму відбулося повстання під керівництвом брата Шагіна Ґірая — Батира Ґірая і кримського муфтія.
Повстання було придушено, але після серії страт почався новий бунт, що змусив Шагіна втекти до російського гарнізону в Керчі. У Феодосії новим кримським ханом проголошено Махмуда Гірея. Повстання Махмуда також було придушене, а Шагіна відновлено на ханському престолі.
Однак вже до лютого 1783 стан Шагін Гірея знову став критичним: масові страти політичних супротивників, ненависть татар до проведених реформ і політики Шагін Гірея, фактичне фінансове банкрутство держави, взаємна недовіра та нерозуміння з російською владою призвели до того, що Шагін Гірей зрікся престолу й перейшов з прихильниками під захист російських військ, а частина вороже налаштованої до Росії місцевої знаті втекла до османів.

## Анексія
У 1783 Крим анексовано Російською імперією, це трапилося в результаті воєнної кампанії та жорстоких придушень чисельних повстань кримських татар та ногайців з використанням армії Росії та козаків.
8 квітня 1783 імператриця Катерина II підписала «Маніфест про прийняття Кримського півострова, острова Тамань і всієї Кубанської сторони під державу Російську». Маніфест сповіщав жителів Криму про скасування автономії та включення території півострова до складу Росії. Зазначалося, що з цього часу населення Криму зобов'язане «вірністю, щирістю та благонравієм заслужити милість і щедроту монаршу».
28 грудня 1783 Російська й Османська імперії підписали «Акт про приєднання до Російської імперії Криму, Тамана і Кубані», яким скасовувалася стаття (артикул) 3 Кючук-Кайнарджійського мирного договору про незалежність Кримського ханства. У свою чергу Росія цим актом підтверджувала османську приналежність фортець Очаків і Суджук-кале.
У 1784 Крим став частиною Таврійської області з центром у Сімферополі. У Севастополі почалося створення Чорноморського флоту Російської імперії.
Після Російсько-турецької війни 1787—1791 російська анексія Криму записана в Ясському мирному договорі, яким за Російською імперією закріплювалось все окуповане нею північне Причорномор'я.
Указом Павла I від 12 грудня 1796 Таврійська область скасована, територія, розділена на 2 повіти — Акмечетський та Перекопьский, приєднані до Новоросійської губернії.
У 1802 створено Таврійську губернію, яка проіснувала аж до Громадянської війни 1917 року.